# كلايد كونر
كلايد كونر (بالإنجليزية: Clyde Conner)‏ هو لاعب كرة قدم أمريكية أمريكي، ولد في 18 مايو 1933 في توتل في الولايات المتحدة، وتوفي في 12 ديسمبر 2011 في لوس ألتوس في الولايات المتحدة.

## وصلات خارجية
- كلايد كونر على موقع كلية كرة السلة في سبورتس رفرنس.كوم (الإنجليزية)
- كلايد كونر على موقع مرجع كرة القدم المحترفة.كوم (الإنجليزية)